# Thalamitoides gracillipes
Thalamitoides gracillipes är en kräftdjursart som beskrevs av Alphonse Milne-Edwards 1873. Thalamitoides gracillipes ingår i släktet Thalamitoides och familjen simkrabbor. Inga underarter finns listade i Catalogue of Life.